# Virtual Desktop Infrastructure
La Virtual Desktop Infrastructure (VDI) è una tecnologia che fa uso di macchine virtuali per fornire desktop virtuali agli utenti. La VDI ospita i desktop virtuali su una struttura server centralizzata e li distribuisce all'utente su richiesta. 
I fruitori della VDI possono utilizzare remotamente un desktop virtuale da un qualsiasi dispositivo in rete. Gli utenti si connettono al proprio desktop virtuale attraverso il connection broker, un gateway software che agisce da intermediario tra l'utente e il server.
La VDI può essere di due tipi:
- Persistente: l'utente si connette sempre allo stesso desktop ogni volta che ne fa richiesta. È possibile, quindi, effettuare delle personalizzazioni che rimarrano salvate per la sessione successiva. Il comportamento del desktop virtuale, in questo caso, è simile a quello del desktop fisico.
- Non persistente: l'utente ha sempre a disposizione un nuovo desktop e le modifiche non sono salvate. È una soluzione tipicamente più economica e più semplice, utilizzata in quelle organizzazioni i cui dipendenti non hanno la necessità di personalizzare il proprio desktop.

I vantaggi dell'uso di una VDI sono molteplici:
- sicurezza: i dati sono salvati centralmente e anche in caso di furto del dispositivo di accesso, i dati non sono esposti. In caso di VDI non persistente, nell'eventualità di infezione da parte di un malware, i danni sono limitati perché, alla fine della sessione, anche il desktop virtuale viene dismesso.
- gestione: è possibile attuare una gestione più centralizzata e più semplice per quanto riguarda il patch management e le configurazioni standard dei desktop.
- risparmio: il grosso del lavoro è fatto centralmente dal server, quindi si può risparmiare sugli end point che possono essere delle macchine poco costose o si possono usare i dispositivi personali (BYOD).
- agilità: permette agli utenti di connettersi da remoto per poter lavorare così da qualsiasi posto.